# Dominik Kotzegger
Dominik Kotzegger (* 31. Jänner 2000 in Bruck an der Mur) ist ein österreichischer Fußballspieler.

## Karriere
Kotzegger begann seine Karriere beim SC Bruck/Mur. Zur Saison 2013/14 wechselte er in die Jugend des Grazer AK. Nach einem Jahr beim GAK kam er zur Saison 2014/15 in die Akademie des FC Admira Wacker Mödling.
Zur Saison 2018/19 rückte er in den Kader der Amateure der Admira. Sein Debüt für diese in der Regionalliga gab er im August 2018, als er am dritten Spieltag jener Saison gegen den SC Neusiedl am See in der 79. Minute für Filip Čučić eingewechselt wurde. Bis Saisonende kam er zu 13 Regionalligaeinsätzen.
Zur Saison 2019/20 wurde er an den Zweitligisten Kapfenberger SV verliehen. Sein Debüt in der 2. Liga gab er im August 2019, als er am dritten Spieltag jener Saison gegen den FC Juniors OÖ in der Startelf stand. Bis zum Ende der Leihe kam er zu vier Zweitligaeinsätzen für die KSV. Zur Saison 2020/21 wurde er von den Steirern fest verpflichtet, allerdings wurde er erst im Februar 2021 beim ÖFB gemeldet und konnte so im gesamten Herbstdurchgang nicht eingesetzt werden. In jener Spielzeit kam er allerdings nicht zum Einsatz.
Zur Saison 2021/22 wechselte er zum viertklassigen DSV Leoben.